# Itea tenuinervia
Itea tenuinervia är en tvåhjärtbladig växtart som beskrevs av S.Y.Liu. Itea tenuinervia ingår i släktet Itea och familjen Iteaceae. Inga underarter finns listade i Catalogue of Life.